# Gare de Gannat
Gare de Gannat – stacja kolejowa w Gannat, w departamencie Allier, w regionie Owernia-Rodan-Alpy, we Francji. Jest zarządzany przez SNCF (budynek dworca) i przez RFF (infrastruktura).
Stacja jest obsługiwana przez pociągi Intercités i TER Auvergne.

## Położenie
Znajduje się na linii Saint-Germain-des-Fossés – Nîmes, w km 378,390, pomiędzy stacjami Saint-Germain-des-Fossés i Aigueperse, na wysokości 337 m n.p.m.

## Linie kolejowe
- Saint-Germain-des-Fossés – Nîmes
- Commentry – Gannat
- La Ferté-Hauterive – Gannat